# Charter Arms
Charter Arms Co. es un fabricante de revólveres estadounidense. Fundada en 1964, Charter Arms produce revólveres en calibres .22 Long Rifle, .22 Winchester Magnum, .32 Long, .32 H&R Magnum, .327 Federal Magnum, .357 Magnum, .38 Special, .41 Remington Magnum, .44 Special y .45 Colt. Los revólveres más famosos producidos por Charter Arms son el .44 Special Bulldog y el .38 Special Bulldog Pug.

## Significado histórico y cultural
- Un Bulldog calibre .44 Special ganó notoriedad después de ser usado por David Berkowitz, alias "El hijo de Sam", en su ola de asesinatos.[1]
- Un Charter Arms modelo "Undercover" en .38 Special fue utilizado por Mark David Chapman para asesinar a John Lennon en 1980.[2]
- Otro Charter Arms "Undercover" .38 Special fue usado por Arthur Bremer para intentar asesinar a George Wallace en 1972.

## Productos
- Bulldog: .44 Special
- Bulldog XL: .45 Colt
- Target Bulldog: .357 Magnum
- Undercover: .38 Special
- Undercoverette: .32 H&R Magnum
- Mag Pug: .357 Magnum y .41 Remington Magnum
- Patriot: .327 Federal Magnum
- Pathfinder: .22 LR y .22 Magnum
- Off Duty: .38 Special (similar al Undercover pero con un martillo balanceado y peso de 340 g)
- Dixie Derringer: .22 LR y .22 Magnum
- Pitbull: .45 ACP, .40 S&W y 9 mm Parabellum (mismo armazón que el Bulldog y Pug)
- Southpaw: .38 Special (similar al Undercover, pero hecho para tiradores zurdos)[3][cita requerida]